# Les Bijoux indiscrets
Les Bijoux indiscrets est un roman libertin publié anonymement par Denis Diderot en 1748. L'édition est clandestine, sans nom d'éditeur, mais c'est le libraire Laurent Durand qui assura la publication.
Cette allégorie, qui est la première œuvre romanesque de Diderot, dépeint Louis XV sous les traits du sultan Mangogul du Congo qui reçoit du génie Cucufa un anneau magique qui possède le pouvoir de faire parler les vulves (« bijoux ») des femmes.
On trouve un trope comparable, que Diderot doit avoir connu, dans le fabliau égrillard Du Chevalier qui fist les cons parler. L’idée même de faire parler l’appareil génital féminin, grâce à une intervention magique, se retrouve aussi dans une histoire de Caylus datant de 1747.

## Résumé
Mangogul essaie trente fois la bague, dévoilant les secrets intimes des femmes de sa cour et de son royaume, généralement pendant leur sommeil. Il partage les résultats de ses enquêtes avec sa favorite, Mirzoza, qui est elle-même perpétuellement inquiète d'être la victime de la bague. Il faut dire que peu sont épargnées : essentiellement les femmes de la cour, avec leurs différents caractères (la prude, la coquette, la joueuse, la manipulatrice...), leurs différentes extractions (de la haute noblesse à la petite bourgeoise) et leurs origines diverses (l'Anglaise, la Française, l'Italienne, la Turque). Décrivant les mœurs de la cour du point de vue du désir féminin, le roman dresse le tableau d'une société libérée, où l'on multiplie les partenaires sexuels, où les apparences sont trompeuses et où la véritable tendresse est rare. 
Les entretiens de Mangogul, de sa favorite et de quelques personnages, sont parfois racontés sous forme de bilan sur les différentes formes d'amour, quelquefois sans rapport avec l'intrigue. Une place est également réservée aux débats d'idées au sein de la société française de l'époque : éloge de Voltaire, histoire des mathématiques, sort des jansénistes, etc.

### Édition moderne
- Œuvres romanesques, Éd. Henri Bénac et Lucette Pérol, Paris, Garnier, 1981.  (ISBN 978-2-7050-0195-7)

#### Ouvrages
- Alain Person, Des Bijoux indiscrets à la Religieuse. Les procédés satiriques dans deux romans de Denis Diderot, Ottawa, Bibliothèque nationale du Canada, 2000.  (ISBN 978-0-612-36731-9)

#### Articles
- Jean-Christophe Abramovici, « Les Bijoux indiscrets : grivois du bout des lèvres », Magazine Littéraire, oct. 2000, n° 391, p. 61-63.
- (en) David Adams, « Experiment and Experience in Les Bijoux indiscrets », Studies on Voltaire and the Eighteenth Century, 1979, n° 182, p. 303-17.
- Geeta Beeharry-Paray, « Les Bijoux indiscrets de Diderot : Pastiche, forgerie ou charge du conte crébillonien ? », Diderot Studies, 2000, n° 28, p. 21-37.
- Thierry Belleguic, « Les Bijoux indiscrets ou la tentation du savoir », Éd. et intro. Elisabeth Décultot, Mark Ledbury, Préf. Jochen Schlobach, Jean Mondot, Théories et débats esthétiques au dix-huitième siècle : Éléments d’une enquête, Paris, Champion, 2001, p. 83-108.
- Huguette Cohen, « La Tradition gauloise et le carnavalesque dans Les Bijoux indiscrets, Le Neveu de Rameau et Jacques le fataliste », Éd. Anne-Marie Chouillet, Avant-propos Jacques Chouillet, Colloque International Diderot (1713-1784), Paris, Aux Amateurs de Livres, 1985, p. 229-37.
- (en) James Creech, « Language and Desire in Les Bijoux indiscrets », Eighteenth Century: Theory and Interpretation, 1979, n° 20, p. 182-98.
- Anne Deneys-Tunney, « La Critique de la métaphysique dans Les Bijoux indiscrets et ‘Jacques le Fataliste’ de Diderot », Recherches sur Diderot et sur l’Encyclopédie, avr. 1999, n° 26, p. 141-51.
- Béatrice Didier, « L’Opéra fou des Bijoux », Europe : Revue Littéraire Mensuelle, mai 1984, n° 661, p. 142-50.
- (en) Robert J. Elbrich, « The Structure of Diderot’s Les Bijoux indiscrets », Romanic Review, 1961, n° 52, p. 279-289.
- (en) Otis Fellows, « Metaphysics and the Bijoux indiscrets: Diderot’s Debt to Prior », Éd. Theodore Besterman, Studies on Voltaire and the Eighteenth Century. Transactions of the Second International Congress on the Enlightenment, Genève, Droz; 1967, p. 509-540.
- (en) J. E. Fowler, « Diderot’s Family Romance: Les Bijoux indiscrets Reappraised », Romanic Review, jan. 1997, n° 88 (1), p. 89-102.
- (en) Irwin L. Greenberg, « Narrative Technique and Literary Intent in Diderot’s Les Bijoux indiscrets and ‘Jacques le fataliste’ », Studies on Voltaire and the Eighteenth Century, 1971, n° 79, p. 93-101
- (en) Irwin L. Greenberg, « The Supplement au voyage de Bougainville and Chapter XVIII of the Bijoux indiscrets », Kentucky Romance Quarterly, 1968, n° 15, p. 231-36
- (en) Jefferson Humphries, « The Eighteenth Century Reinvents Virtue: A Reading of Diderot’s Bijoux indiscrets », French Forum, Jan. 1989, n° 14 (1), p. 31-41.
- (en) Thomas M. Kavanagh, « Language as Deception: Diderot’s Les Bijoux indiscrets », Diderot Studies, 1988, n° 23, p. 101-113.
- Roger Kempf, « Des bijoux et de l’opinion », Éd. Anne-Marie Chouillet, Avant-propos Jacques Chouillet, Colloque International Diderot (1713-1784), Paris, Aux Amateurs de Livres, 1985, p. 239-244.
- Kirsten Lassen, « Un Roman de Diderot : Les Bijoux indiscrets », Revue Romane, 1967, n° 2, p. 38-47.
- (en) Nola M. Leov, « Literary Techniques in Les Bijoux indiscrets », AUMLA: Journal of the Australasian Universities Language and Literature Association, 1963, n° 19, p. 93-106.
- Anne Beate Maurseth, « Les Bijoux indiscrets, un roman de divertissement », Recherches sur Diderot et sur l’Encyclopédie, oct. 2002, n° 33, p. 63-71.
- (en) Judith McFadden, « Les Bijoux indiscrets: A Deterministic Interpretation. », Studies on Voltaire and the Eighteenth Century, 1973, n° 116, p. 109-35.
- Roland Mortier, « Le Rapport au lecteur dans Les Bijoux indiscrets », Éd. Paul Aron, Sophie Basch, Manuel Couvreur, Jacques Marx, Eric Van der Schueren, Éd. et intro. Valérie Van Crugten-André, préf. Roland Mortier, Vérité et littérature au XVIIIe siècle, Paris, Champion, 2001, p. 199-207..
- Adrien Paschoud, « Voyage, libertinage et imaginaire matrimonial : À propos d’un chapitre additionnel des Bijoux indiscrets (1748) de Diderot », Études de Lettres, 2006, n° 3, p. 87-103.
- (en) Suzanne Rodin Pucci, « The Discrete Charms of the Exotic: Fictions of the Harem in Eighteenth-Century France », Éd. et intro. G. S. Rousseau, Roy Porter, Exoticism in the Enlightenment, Manchester, Manchester UP, 1990, p. 145-74.
- Odile Richard, « Les Bijoux indiscrets : variation secrète sur un thème libertin », Recherches sur Diderot et sur l’Encyclopédie, avr. 1998, n° 24, p. 27-37.
- Chantal Thomas, « Les Femmes folles de leurs sœurs », La Quinzaine Littéraire, juin 1984, n° 1-15 ; 418, p. 7.
- (en) Aram Vartanian, « The Politics of Les Bijoux indiscrets », Éd. & intro. Alfred Bingham, Éd. & préf. Virgil W. Topazio, Enlightenment Studies in Honour of Lester G. Crocker, Oxford, Voltaire Foundation, Taylor Inst., 1979, p. 349-76.
- Anthony Wall, « Le Bavardage du corps ou Les Bijoux indiscrets de Denis Diderot », Neophilologus, juil. 1994, n° 78 (3), p. 351-59.